# Tomapampa del Quiroz (Paimas)
Tomapampa del Quiroz es una localidad peruana ubicada en el distrito de Paimas, perteneciente a la provincia de Ayabaca del departamento de Piura, al norte del Perú. 

## Ubicación
Tomapampa del Quiroz se ubica al oeste de la provincia de Ayabaca, en el distrito de Paimas, en el departamento de Piura.

## Demografía
En 2017 Tomapampa del Quiroz tenía una población de 37 habitantes.